# Filtr zewnętrzny
Filtr zewnętrzny – jeden z najważniejszych elementów akwarium. Filtr ten umieszczany jest na zewnątrz akwarium. Do filtra dochodzą tylko węże lub rurka, czyli nie traci się miejsca w akwarium. W obudowie z plastiku jest silniczek, dzięki któremu woda zasysana jest do filtra i wylatuje do akwarium. Jest także miejsce na wkłady filtracyjne, które mogą spełniać różne role, np.:
filtracja mechaniczna:
- wata
- gąbka

biologiczna:
- ceramika
- bioballe

zmiękczanie wody:
- kationit
- anionity

pochłanianie anioniaku i jonów amonowych:
- zeolit

usuwanie azotanów
- żywica

zabijanie szkodliwych bakterii, zmniejszanie pH, kH:
- torf

stabilizacja pH
- koral

usuwanie szkodliwych związków:
- węgiel aktywowany

Filtr pełni wiele funkcji, takich jak oczyszczanie wody z unoszących się zawiesin, wspomaganie w działaniu bakterii, wymuszanie obiegu wody w akwarium. Często spełnia również rolę napowietrzacza, a nawet systemu kontroli temperatury i ciągłej podmiany wody, ale to są już bardzo drogie modele.

## Podział
Filtry zewnętrzne dzielimy na przelewowe (kaskady) oraz kanistrowe (kubełkowe). Kaskadowe są tańsze, ale mniej wygodne do montażu - muszą być przewieszone przez szybę akwarium czyli trzeba przerabiać pokrywę, która po manipulacji własnej traci gwarancję. Filtry kubełkowe są najbardziej zaawansowane - działają pod ciśnieniem, można je ulokować pod akwarium w szafce, a do akwarium dochodzą tylko węże. Dysponują też największą powierzchnią filtracyjną oraz są najwygodniejsze do konserwacji - nie trzeba zaglądać do akwarium i moczyć w nim rąk. Większość filtrów zewnętrznych może mieć kilka niezależnych warstw filtracyjnych.